# 권민호 (정치인)
권민호(權民鎬, 1956년 4월 9일 ~ )은 대한민국의 정치인이다. 제7·8대 경상남도의원과 민선 5·6기 경상남도 거제시장을 역임하였다.

## 학력
- 하청국민학교 졸업
- 하청중학교 졸업
- 창신고등학교 졸업
- 동아대학교 체육학과 졸업
- 고려대학교 행정대학원 공공정책학과 행정학 석사과정 수료
- 동아대학교 대학원 이학 박사

### 명예 박사 학위
- 창원대학교 명예 경영학 박사
- 신라대학교 명예 국제지역행정학 박사

## 경력
- 2003.04 ~ 2006.06 : 제7대 경상남도의회 의원 (민선 3기, 경남 거제시 제1선거구, 한나라당, 초선)
- 2006.06 ~ 2008.02 : 제8대 경상남도의회 의원 (민선 4기, 경남 거제시 제1선거구, 한나라당, 재선)
- 거제미래정책연구소 이사장
- 경상남도축구연합회 회장
- 동의대학교 겸임교수
- 2010.07 ~ 2018.03 : 제7·8대 경상남도 거제시장(민선 5·6기, 한나라당→새누리당→자유한국당→무소속→더불어민주당, 재선)
- 2017.02: 자유한국당 탈당
- 2018.01: 더불어민주당 입당
- 2018.03 ~ 2018.04: 제7회 전국동시지방선거 더불어민주당 경상남도지사 예비후보
- 2018.05 ~ 2018.06 : 제7회 전국동시지방선거 더불어민주당 김경수 경상남도지사 후보 선거대책위원회 상임선거대책위원장
- 2018.07 ~ 2018.12 : 더불어민주당 경상남도당 창원시 성산구 지역위원회 위원장
- 2022.04: 더불어민주당 탈당
- 2022.08: 국민의힘 복당
- 2025.01~2025.03: 2025년 재보궐선거 경상남도 거제시장 국민의힘 예비후보

## 전과
- 도로교통법위반(음주운전): 벌금 100만원 - 2003년 10월 10일 선고[1]

## 역대 선거 결과
|  | 42.85% |

|  | 24.70% |

|  | 0% |

|  | 65.13% |

|  | 35.72% |

|  | 45.76% |

|  | 0% |